# Herrschaft Rittersdorf

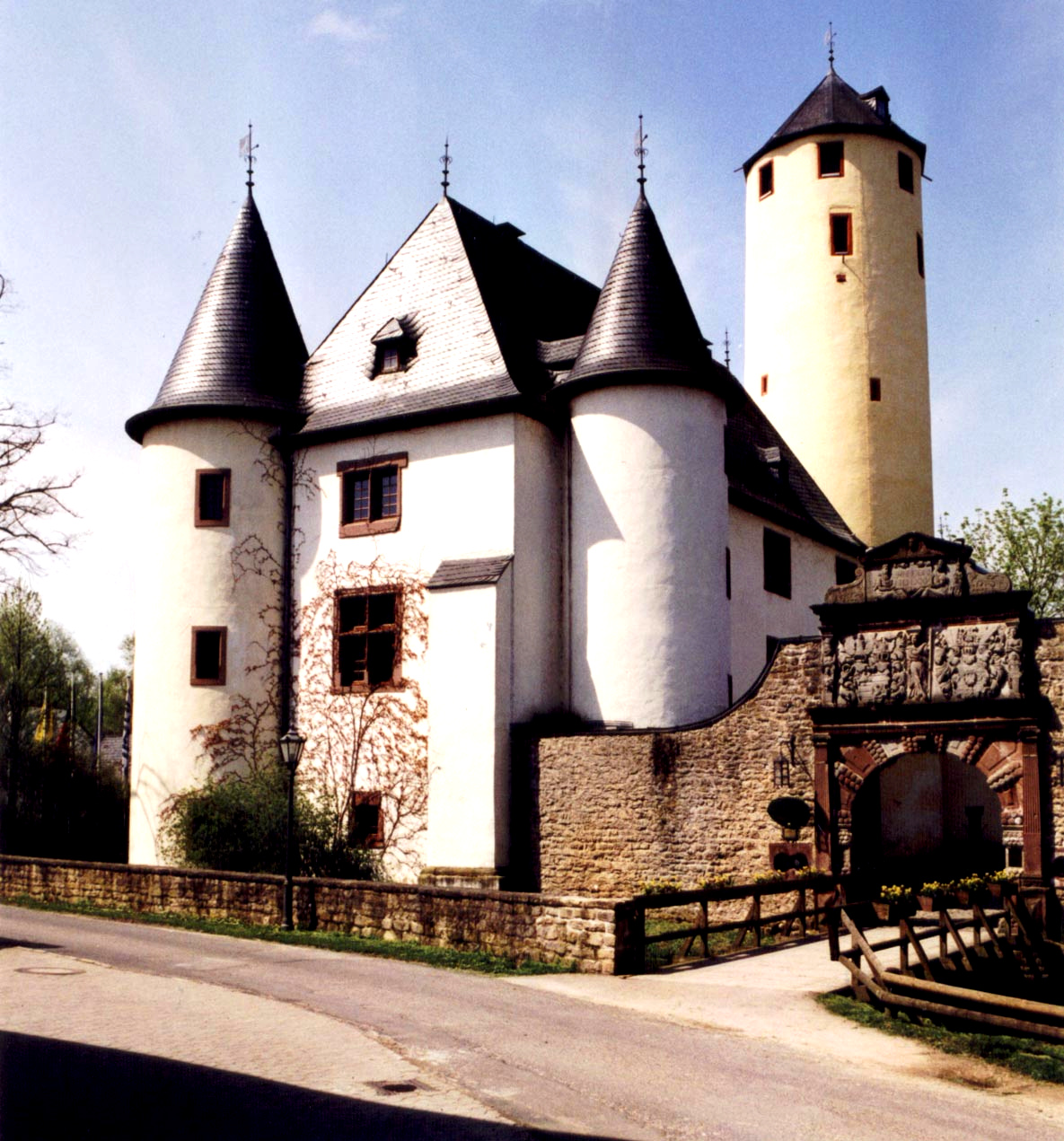
Burg Rittersdorf

Die Herrschaft Rittersdorf war ein Territorium im Herzogtum Luxemburg, das bis zum Ende des 18. Jahrhunderts bestand. Der Hauptort war die heutige Ortsgemeinde Rittersdorf im Eifelkreis Bitburg-Prüm in Rheinland-Pfalz, namensgebend war die Burg Rittersdorf.

## Zugehörende Ortschaften
Die Herrschaft Rittersdorf umfasste nur zwei Dörfer:
- Nattenheim
- Rittersdorf

## Geschichte
In der Herrschaft Rittersdorf war der Abt von St. Maximin bei Trier Grund- und Lehnsherr und der Besitzer der Herrschaft Bettingen Vogt. Die Herrschaft Bettingen gehörte seit dem 16. Jahrhundert den Grafen von Manderscheid-Kail, denen 1742 die Grafen von Manderscheid-Blankenheim folgten. Die Landeshoheit hatte das Herzogtum Luxemburg, die Herrschaft Rittersdorf war dem Verwaltungsbezirk Quartier Bitburg unterstellt. Kirchlich gehörten die Einwohner der Herrschaft zum Erzbistum Trier.
Im Jahr 1794 hatten französische Revolutionstruppen die Österreichischen Niederlande, zu denen das Herzogtum Luxemburg gehörte, besetzt und im Oktober 1795 annektiert. Unter der französischen Verwaltung wurde das Gebiet dem Kanton Bitburg im Departement der Wälder zugeordnet.
Aufgrund der auf dem Wiener Kongress getroffenen Vereinbarungen wurde 1815 das vormals luxemburgische Gebiet östlich der Sauer und der Our dem Königreich Preußen zugeordnet. Die beiden Gemeinden Rittersdorf und Nattenheim kamen 1816 zum Kreis Bitburg im Regierungsbezirk Trier.